# Emilio Ferreri
Emilio Ferreri (Roma, 28 dicembre 1894 – Roma, 27 agosto 1981) è stato un ammiraglio italiano, capo di stato maggiore della Marina Militare dal 1948 al 1955.

## Biografia
Nato a Roma il 28 dicembre 1894, nel 1911 venne ammesso all'Accademia Navale di Livorno uscendone nel 1914 con il grado di guardiamarina partecipando, da allievo, alla guerra italo-turca.
Nel corso del primo conflitto mondiale partecipò attivamente alle operazioni navali in Adriatico, imbarcato sulla nave da battaglia Giulio Cesare e sull'esploratore Sparviero, meritando una Croce di guerra al valor militare e conseguendo, nel 1917, la promozione al grado di tenente di vascello.
Nel 1920 imbarcato in qualità di comandante in seconda sull'incrociatore protetto di 2ª classe Etna, in missione internazionale a Novorossijsk sul Mar Nero, si distinse durante la tumultuosa partenza dell'unità sotto il fuoco delle artiglierie sovietiche, meritando la prima medaglia d'argento al valore militare.
Con il grado di tenente di vascello nel 1924 ebbe il comando del sommergibile F 6 e con il grado di capitano di corvetta tra il 1928 e il 1929 è stato al comando del cacciatorpediniere Ostro.
Promosso al grado di capitano di vascello è stato al comando degli incrociatori Fiume e Zara e ha ricoperto importanti incarichi anche all'estero, fra cui quello di Addetto Navale addetto navale a Parigi tra il 1935 e il 1937 e, al rientro in Italia, tra il 1937 al 1939, la carica di capo di stato maggiore della I Squadra navale.
All'entrata in guerra dell'Italia nel secondo conflitto mondiale fu destinato a Supermarina presso l'Ufficio Protezione Traffico Mercantile e nel novembre 1940 promosso contrammiraglio. Nel gennaio del 1942 venne imbarcato come Capo di Stato Maggiore del Comandante in Capo delle Forze Navali da Battaglia, incarico che mantenne, anche dopo che era stato promosso, nel luglio 1942 al grado di ammiraglio di divisione, fino al maggio del 1943 quando venne trasferito al Comando Supremo per assumere la Direzione dell'Ufficio del Traffico, meritando, per l'attività svolta di questo periodo, di essere insignito della Croce di cavaliere dell'Ordine militare d'Italia e di una Croce di guerra al valor militare.

l'ammiraglio Emilio Ferreri

Il 30 luglio 1943 venne nominato, dal nuovo ministro della marina, l'ammiraglio di divisione Raffaele de Courten, segretario generale del ministero, attraversando le vicende che seguirono l'armistizio dell'8 settembre e mantenendo tale incarico fino al 14 settembre, quando assunse l'incarico di commissario per la Marina per la città aperta dì Roma, incarico che mantenne fino al 30 settembre 1943 quando decise di sottrarsi alle pesanti pressioni delle forze tedesche che occupavano la città, cedendo l'incarico all'ammiraglio di squadra Mario Falangola, fautore della collaborazione con le forze germaniche, e mettendosi a capo del fronte clandestino della Marina della resistenza romana, costituitosi a Roma contro le truppe di occupazione tedesche, coordinando le attività dei vari gruppi, anche attraverso attività assistenziali e di controspionaggio, avvalendosi di una folta schiera di ufficiali e sottufficiali che si erano rifiutati di aderire alla Repubblica Sociale Italiana.
Alla liberazione di Roma fu decorato di medaglia d'argento sul campo.
Nell'agosto 1944 venne nominato Comandante superiore degli incrociatori, con insegna sull'incrociatore Eugenio di Savoia, lasciando tale incarico nell'ottobre del 1946, essendo stato nuovamente nominato Segretario Generale della Marina.
Promosso ammiraglio di squadra il 1º gennaio 1947, il 4 novembre 1948 venne nominato Capo di stato maggiore della Marina, incarico che mantenne fino al 10 agosto 1955. Durante questo lungo periodo l'ammiraglio Ferreri dedicò tutte le sue energie alla riorganizzazione della Marina Militare, duramente provata dal conflitto, ponendo le basi per la successiva opera di rinnovamento e di ricostruzione che sarebbe continuata dai suoi successori e che ha portato in particolare, sotto la sua guida, alla realizzazione (Programma 1950) del primo programma navale del dopoguerra.
L'ammiraglio Emilio Ferreri è morto a Roma il 27 agosto 1981.